# Евстафий (Клеовулос)
Митрополи́т Евста́фий (греч. Μητροπολίτης Ευστάθιος, в миру Эфстра́тиос Клео́вулос, греч. Ευστράτιος Κλεόβουλος; 1824, Бурса — 26 января [7 февраля] 1876, Кайсери) — епископ Константинопольской православной церкви, митрополит Кесарийский.

## Биография
Первые азы грамотности ему были преподаны его дядей, который был настоятелем монастыря в деревне Элегмос (Kurşunlu) также в провинции Пруссия. Затем он отправился в Кио (Гемлик), а в 1840 году — в Константинополь, где под покровительством митрополита Деркского Германа учился в Великой школе нации. Затем, за счёт своего покровителя, который тем временем стал патриархом Константинопольским, он был отправлен в Афины, где изучал филологию в Афинском университете.
В 1848 году он вернулся в Константинополь и в течение двух лет преподавал в Халкинской богословской школе на острове Халки. С 1850 по 1853 год он работал домашним учителем в семье великого логофета Николаоса Аристархиса.
В 1853 году он был рукоположён в сан диакона и назначен директором Трапезундской школы. В 1856 году он вернулся в Константинополь и снова работал учителем в семье Аристархисов.
В 1858 году он отправился учиться в Лейпциг, затем в Берлин, а затем в Париж. В 1863 году он вернулся в Константинополь.
30 ноября 1863 года он был рукоположён в сан священника патриархом Константинопольским Софронием III. 1 октября 1863 года возведён в достоинство архимандрита. В 1864 году он был назначен директором Великой школы нации. 16 ноября 1867 года он был назначен Великим протосинкеллом Константинпольского патриархата.
3 октября 1871 года он был рукоположён в сан митрополита Кесарийского. Хиротонию совершили: патриарх Константинопольский Анфим VI, митрополит Никомидийский Дионисий (Котакис), митрополит Никейский Иоанникий (Константинидис), митрополит Торновский Григорий, митрополит Амасийский Софроний (Сотиракис), митрополит Дидимотихский Дионисий (Харитонидис), митрополит Боснийский Дионисий (Илиевич), митрополит Драмский Агафангел (Схолариос), митрополит Созоагатопольский Прокопий, митрополит Нисский Каллиник, митрополит Гревенский Геннадий (Папарусис), митрополит Халепийский Тимофей, бывший митрополит Кесарийский Хрисанф, епископ Врачанский Паисий и епископ Назианский Герасим.
Умер 26 января 1876 года от тифа в своей провинции.